# Saint-Maurice (ancienne circonscription fédérale)
Pour les articles homonymes, voir Saint-Maurice.
Saint-Maurice est une ancienne circonscription fédérale. Elle était constituée de l'actuelle ville de Shawinigan et d'une partie de l'ancienne MRC de Maskinongé.

## Liste des députés
| Législature                                                 | Années    | Député                              | Député                         | Parti                     |
| ----------------------------------------------------------- | --------- | ----------------------------------- | ------------------------------ | ------------------------- |
| Saint-Maurice                                               |           |                                     |                                |                           |
| 1e                                                          | 1867–1868 |                                     | Louis Léon Lesieur Désaulniers | Conservateur              |
| 1e                                                          | 1868–1872 | Élie Lacerte                        |                                | Conservateur              |
| 2e                                                          | 1872–1874 | Élie Lacerte                        |                                | Conservateur              |
| 3e                                                          | 1874–1878 |                                     | Charles Gérin-Lajoie           | Libéral                   |
| 4e                                                          | 1878–1882 |                                     | Louis Léon Lesieur Désaulniers | Conservateur              |
| 5e                                                          | 1882–1887 |                                     | Louis Léon Lesieur Désaulniers | Conservateur              |
| 6e                                                          | 1887–1891 | François Sévère Lesieur Désaulniers |                                | Conservateur              |
| 7e                                                          | 1891–1896 | François Sévère Lesieur Désaulniers |                                | Conservateur              |
| Dissoute parmi Trois-Rivières-et-Saint-Maurice              |           |                                     |                                |                           |
| Saint-Maurice Recréé de Champlain et Saint-Maurice—Laflèche |           |                                     |                                |                           |
| 18e                                                         | 1935–1940 |                                     | Joseph-Alphida Crête           | Libéral                   |
| 19e                                                         | 1940–1945 |                                     | Joseph-Alphida Crête           | Libéral                   |
| 20e                                                         | 1945–1949 |                                     | René Hamel                     | Bloc populaire            |
| 21e                                                         | 1949–1953 |                                     | Joseph-Adolphe Richard         | Libéral                   |
| 22e                                                         | 1953–1957 |                                     | Joseph-Adolphe Richard         | Libéral                   |
| 23e                                                         | 1957–1958 |                                     | Joseph-Adolphe Richard         | Libéral                   |
| 24e                                                         | 1958–1962 |                                     | Joseph-Adolphe Richard         | Libéral                   |
| 25e                                                         | 1962–1963 |                                     | Gérard Lamy                    | Crédit social             |
| 26e                                                         | 1963–1965 |                                     | Jean Chrétien                  | Libéral                   |
| 27e                                                         | 1965–1968 |                                     | Jean Chrétien                  | Libéral                   |
| 28e                                                         | 1968–1972 |                                     | Jean Chrétien                  | Libéral                   |
| 29e                                                         | 1972–1974 |                                     | Jean Chrétien                  | Libéral                   |
| 30e                                                         | 1974–1979 |                                     | Jean Chrétien                  | Libéral                   |
| 31e                                                         | 1979–1980 |                                     | Jean Chrétien                  | Libéral                   |
| 32e                                                         | 1980–1984 |                                     | Jean Chrétien                  | Libéral                   |
| 33e                                                         | 1984–1986 |                                     | Jean Chrétien                  | Libéral                   |
| 33e                                                         | 1986–1988 | Gilles Grondin                      |                                | Libéral                   |
| 34e                                                         | 1988–1993 |                                     | Denis Pronovost                | Progressiste-conservateur |
| 35e                                                         | 1993–1997 |                                     | Jean Chrétien                  | Libéral                   |
| 36e                                                         | 1997–2000 |                                     | Jean Chrétien                  | Libéral                   |
| 37e                                                         | 2000–2004 |                                     | Jean Chrétien                  | Libéral                   |
| Dissoute parmi Saint-Maurice—Champlain                      |           |                                     |                                |                           |